# Mill Brook (dopływ Baddeck River)
Mill Brook – strumień (brook) w kanadyjskiej prowincji Nowa Szkocja, w hrabstwie Victoria, płynący w kierunku południowym i uchodzący do Baddeck River; nazwa urzędowo zatwierdzona 23 stycznia 1976.